# Oogónio
O oogónio é uma estrutura sexual feminina que se encontra nos Oomycetes e em certas algas. Apresenta-se com uma forma de saco contendo uma ou duas oosferas.